# Humuszuur
Humuszuur is organisch zuur dat zich in humus ontwikkelt doordat er onvoldoende zuurstof is voor het volledig afbreken van organische moleculen. Strikt genomen gaat het daarbij niet om een enkel zuur, maar om een klasse van kleine organische zuurmoleculen, die via zwakke bindingen samenhangen in grotere structuren.
Humuszuur is een van de oorzaken van de donkere kleur van humus. Samen met andere humusstoffen maakt humuszuur de humus geschikt als meststof. Het is niet duidelijk hoe deze functie precies werkt. Er is lang gedacht dat planten alleen heel eenvoudige moleculen konden opnemen waardoor verondersteld werd dat bacteriën in de grond de moleculen eerst verder afbraken. Tegenwoordig wordt rekening gehouden met de mogelijkheid dat planten wel degelijk rechtstreeks complexe moleculen kunnen opnemen.
De onvolledige afbraak van de humuszuren betekent dat hierin nog energie opgeslagen is. Waarschijnlijk kunnen humuszuren daarmee de eerste stap vormen in het ontstaan van fossiele brandstof.

## Humuszuur binnen de bodemchemie

Chemische structuur van humuszuur.

In de geochemie wordt de term humuszuur gebruikt als praktische definitie voor de fractie organische stof die neerslaat wanneer het met loog geëxtraheerde humus, waarbij humine is neergeslagen, wordt aangezuurd tot pH = 1. De fulvinezuren blijven na deze behandeling in oplossing.
Hoewel fulvine-, humuszuur en humine bestaan uit verschillende organische verbindingen die lastig te specificeren zijn, kan toch iets gezegd worden over de verschillende eigenschappen van deze stoffen. Zo hebben fulvinezuren het laagste molecuulgewicht, daarna humuszuren en humine heeft het grootste molecuulgewicht. Ook het koolstof- en stikstofgehalte neemt in deze volgorde toe, maar het zuurstofgehalte en het daarmee samenhangende aantal zure groepen neemt af.
Een humuszuurmolecuul kan beschreven worden als een verbinding met veel aromatische ringen, lineaire koolstofketens en veel functionele groepen (carbonzuurgroepen en alcoholgroepen) waaraan metalen gecomplexeerd kunnen worden. De omvang van humuszuur is relatief groot vergeleken met fulvinezuur. In fulvinezuur zijn geen lineaire koolstofketens aanwezig en de aromatische verbindingen met daaraan de functionele groepen zijn onderling verbonden door waterstofbruggen.
Het zijn met name de humus- en fulvinezuren die een belangrijke rol spelen bij het transport van metalen in bodems. Complexvorming zorgt ervoor dat de concentratie van opgeloste metaalionen daarin sterk kan toe- of afnemen. Zware metalen die normaal gesproken in slecht oplosbare anorganische verbindingen voorkomen, kunnen door complexvorming met organische zuren ineens sterk toenemen in oplosbaarheid, hierdoor zullen deze verontreinigingen zich in hogere mate kunnen verspreiden in het milieu.